# パワー・ジェッツ WU
パワージェッツ WUはフランク・ホイットルと彼の小規模なチームによって1930年代末に開発、試験された1連の3台の大きく異なる実験用ジェットエンジンである。別名ホイットル ユニット。

## 設計と開発
WUの最初の機種はイギリスと世界中で最も初期に製作され、運転されたジェットエンジンである。純粋な実験用エンジンだったWUは飛行に用いるには非力過ぎて重すぎた。4個の基本要素で構成されていた。:単段、両面遠心式圧縮機、単体の直線型燃焼器、軸流式タービンとジェットパイプに設置された可変式ノズルである。タービンと圧縮機を結合した軸は捩れを防ぐためにできるだけ短くされた。燃焼室と圧縮機の出口はとても大きな単一の螺旋ダクトによって接続された。その結果、エンジンは外観が非対称になった。ホイットルは圧縮比が約4:1の遠心式圧縮機を設計したが、目標には程遠い状態でこれまでの実証された性能はどうにか約2.5:1まで到達した状態だった。彼はインペラーを両面に配置し、エンジンの直径を小型化するだけでなく、軸の回転数を上げた。これにより単段式タービンの負荷が減り、効率が向上した。タービンは外径が16.5 in (419 mm)でコンプレッサーを駆動するために出力が3,000 hp (2,237 kW)に設計、開発された。
試験はW.U. Edition 1.で継続され、1937年8月24日に31回目で最後の運転を行った。B.T.-H.社の主任技術者はRugby工場で安全のために最大回転数を12,000 r.p.m.までで試験をしていたが、8月23日に最大13,600 r.p.m.まで上げた。 試験は同様に大幅に改良されたユニット(W.U. Edition 2)によって
1938年3月にレスターシャーのLutterworth近郊のB.T.-H.社のLadywood工場で1938年5月6日にこのユニットのタービンが破損するまで試験が実施された。
著しく異なる対称トロンボーン型の設計が2号機に付与された。10個の螺旋ダクトが圧縮機の出口から大型の反転流式燃焼器に接続され、排出された排気が吸気口に再度入らないようにジェットパイプに通された。
3号機に導入された変更点は複数の反転流式燃焼器が特徴で類似の仕様が後のパワー・ジェッツ W.1とパワー・ジェッツ W.2ターボジェットエンジンにも導入された。この仕様は同様にロールス・ロイス ウェランドやゼネラル・エレクトリック J31ジェットエンジンにも導入された。複数の燃焼器を備える利点の一つは個別にユニット毎に分離して容易に試験が行える事だった。
ホイットルと彼のチームはこれらのユニットの開発中に貧弱な圧縮機の性能や燃焼の不安定やタービンブレードの破損など多くの問題を経験した。このチームはターボジェットはこれまでにイギリスが装備してきた大量のレシプロ式航空用エンジンと再軍備において競合する可能性を実証した。

## 派生機種
WU 最初の実験用エンジン
初期は非対称の螺旋ダクトを圧縮機の出口からアニュラ型燃焼器に接続した直線的な設計だった。1937年4月12日に初の運転
WU 2号実験用エンジン
トロンボーン型の仕様で1個の反転流燃焼器を備えた。1938年4月16日に初の運転
WU 3号実験用エンジン
トロンボーン型の仕様で複数の反転流燃焼器を備えた。1938年10月26日に初の運転

## 搭載機
なし

## 仕様 (WU 最初の設計の段階、性能は不明)
一般的特性
- 形式: 遠心流式ターボジェット
- 全長: ~67.2 in (~1707 mm) ジェットパイプは含まない
- 直径: ~45 in (~1143 mm) 圧縮機
- 乾燥重量:

構成要素
- 圧縮機: 単段両面遠心圧縮機でディフューザー案内翼は備えない
- 燃焼器: 単一直線型設計で螺旋パイプ内のエルボの下流に設置
- タービン: 単段軸流式、ノズル案内翼は備えない
- 使用燃料: ケロシン

性能
- 推力: ~1389 lbf (~6.18 kN)
- 全圧縮比（英語版）: ~4.4:1
- 空気流量: ~26l lb/s (~11.79 kg/s)
- タービン入口温度: ~1434 F (~779 C)
- 燃料消費率: 0.942 lb/hr/lbf (~26.69 g/s/kN)
- 出力重量比: